# La tana del lupo (film)
La tana del lupo (Vlcí jáma) è un film del 1958 diretto da Jiří Weiss.